# بيرسي وايت
بيرسي وايت (26 يونيو 1868 في نيوزيلندا - 19 أكتوبر 1946) (بالإنجليزية: Percy White)‏ هو لاعب كريكت نيوزلندي.
لعب مباراتين من الدرجة الأولى لأوكلاند بين عامي 1906 و1908. قدم وايت أول ظهور له في الدرجة الأولى عندما كان يبلغ من العمر 38 عامًا مع فريق أوكلاند ضد فريق MCC في ديسمبر 1906؛ كبديل في اللحظة الأخيرة للاعب غير متوفر، أخذ 6 مقابل 21 في الجولات الأولى، وتغيرت وتيرته وطوله وخدع رجال المضرب برحلته. ومع ذلك، ومع ذلك فقد لعب مرة أخرى.

## وصلات خارجية
- بيرسي وايت على موقع إي آس بي آن كريك إنفو (الإنجليزية)